# Каразина, Александра Васильевна
Алекса́ндра Васи́льевна Кара́зина (март 1783 — 24 мая 1861, с. Анашкино, Московская губерния) — русская переводчица. Жена общественного деятеля и просветителя В. Н. Каразина. В девичестве Мухина, Бланкеннагель (по отчиму, генерал-майору Е. И. Бланкеннагелю).

## Биография
Вероятно, Александра Васильевна получила хорошее образование. Из краткой биографии жены, написанной В. Н. Каразиным, известно, что она занималась переводами.
Перевела с французского языка пользовавшееся в своё время большой популярностью сочинение немецкого писателя-сентименталиста Августа Лафонтена «Новые семейственные картины, или Жизнь бедного священника одной немецкой деревни» в пяти томах (M., 1805—1806). В 1805 и 1816 гг. в типографии Московского университета вышло два издания этого романа в переводе Александры Васильевны.
Интересно, что фамилия переводчика на обложке указана в виде криптограммы А… К… ур… М. (Александра Каразина урождённая Мухина). Весьма вероятно, что переводчица не решилась указать фамилию своего опального мужа.
В письме к В. Г. Анастасевичу от 14.03.1807 В. Н. Каразин писал: «По тяжелой почте получите вы посылочки от моей Александры Васильевны один очень хороший роман её перевода, который вышел здесь недавно. Его читают не без удовольствия, в рассуждении легкого слога сочинителя и разлитой в простых, но приятных картинах нравственности».
Внучка историка И. И. Голикова; получила в наследство часть его архива, опубликовала его рукопись «О Китае» в журнале «Благонамеренный».
Во многих биографических источниках А. В. Каразина ошибочно названа женой Карамзина и по мужу — племянницей историка и писателя Н. М. Карамзина (у Голицина), либо просто его племянницей, либо же дочерью В. Н. Каразина (у Венгерова).

## Потомки
У А. В. и В. Н. Каразиных было восемь детей:
- Пелагея (1806—?).
- Василий (1807—1847 г.). Окончил физико-математический факультет Харьковского университета, школу подпрапорщиков, служил в крепости русского военного флота в Свеаборге, участвовал в 11 сражениях и стычках Русско-турецкой войны 1828—1829 гг.. Будучи в отставке, переводил русских поэтов на французский язык. Умер бездетным.
- Егор (Георгий) (1809—?). Прапорщик лейб-гвардии Семёновского полка.
- Филадельф (1810—1878 г.). Окончил словесное отделение философского факультета Харьковского университета. Служил в коллегии иностранных дел, затем (1837—1853, Николаев) в штабе Черноморского флота в качестве чиновника особых поручений и заведующего походной канцелярией при командующем Черноморским флотом адмирале М. П. Лазареве, в 1854—1862 — в Министерстве государственных имуществ, с 1862 в МВД; в отставку вышел действительным статским советником. Похоронен в Санкт-Петербурге. Был женат на дочери контр-адмирала Цаца Евгении. Биограф В. Н. Каразина.[3]
- Александр (1814—1837 или 1839). Окончил Харьковский университет.
- Николай (1816—1874 г.). Служил в армии, ушёл в отставку в чине штабс-ротмистра (1842). Отец шестерых детей, в том числе художника Н. Н. Каразина
- Феодосия (1819—?)
- Валериан (1823—?)